# Schwedische Behörde für Strahlensicherheit
Schwedische Behörde für Strahlensicherheit (schwedisch: Strålsäkerhetsmyndigheten) ist die schwedische Behörde für Strahlenschutz und Sicherheit in der Kernenergie.
Die Behörde arbeitet vorbeugend und präventiv, um den Strahlenschutz und die Sicherheit von Menschen und Umwelt vor den Auswirkungen von Kernenergie kontinuierlich zu verbessern und die Verbreitung von Atomwaffen (Atomwaffensperrvertrag/Nuclear Non-Proliferation Treaty) zu vermindern. Dazu wird aktive internationale Zusammenarbeit und Dokumentation betrieben zum Austausch von Wissen und Erfahrung (z. B. in Reports): Bei der UNO mit der Internationalen Atomenergie-Organisation IAEO (engl. IAEA), dem United Nations Scientific Committee on the Effect of Atomic Radiation UNSCEAR und der World Health Organization WHO weiterhin mit der Nuclear Energy Agency NEA der OECD und der International Commission on Radiological Protection, ICRP.
Die dem Umweltministerium unterstellte Behörde ging 2008 aus der nunmehr aufgelösten Statens kärnkraftinspektion hervor und hat ihren Sitz in Stockholm. Sie hat ein Budget von etwa 400 Millionen Kronen pro Jahr und knapp 300 Angestellte. Geleitet wird die Behörde vom durch die schwedische Regierung bestellten Generaldirektor Mats Persson.